# Tritonia festiva
Tritonia festiva is een slakkensoort uit de familie van de Tritoniidae. De wetenschappelijke naam van de soort is voor het eerst geldig gepubliceerd in 1873 door Stearns.